# Attilio Ferraris
Attilio Ferraris (Róma, 1904. március 26. – Montecatini Terme, 1947. május 8.) olimpiai bronzérmes és világbajnok olasz labdarúgó, fedezet. A sportsajtóban Ferraris IV néven ismert.

## Pályafutása

### Klubcsapatban
1922-ben a Fortitudo csapatában kezdte a labdarúgást. 1927 és 1934 között az AS Roma, majd 1934 és 1936 között az SS Lazio labdarúgója volt. 1936 és 1938 között a Bari csapatában szerepelt. Az 1938–39-es idényben visszatért az AS Roma együtteséhez. A következő idényben a Catania csapatában szerepelt és itt fejezte be az élvonalbeli labdarúgást. 1940 és 1944 között az alacsonyabb osztályú Electronica Roma csapatát erősítette.
1947. május 8-án egy öregfiúk mérkőzés közben érte a halál.

### A válogatottban
1926 és 1935 között 28 alkalommal szerepelt az olasz válogatottban. Részt vett az 1928-as amszterdami olimpiai játékokon, ahol bronzérmet nyert a válogatottal. Tagja volt az 1934-es világbajnoki címet nyert csapatnak.

## Sikerei, díjai
Olaszország
- Olimpiai játékok
  - bronzérmes: 1928, Amszterdam
- Világbajnokság
  - aranyérmes: 1934, Olaszország